# Club Deportivo Abarán
El Club Deportivo Abarán fou un club de la ciutat d'Abarán a la Província de Múrcia.
El club fou fundat l'any 1948 i desaparegué el 1967. Va arribar a jugar a la Segona Divisió espanyola durant els anys seixanta.

## Temporades
| Temporada | Nivell | Divisió    | Posició | Copa del Rei |
| --------- | ------ | ---------- | ------- | ------------ |
| 1948-1951 | —      | Regional   | —       |              |
| 1951-52   | NP     | NP         | NP      |              |
| 1952-53   | 5      | 2a Reg.    | 4t      |              |
| 1953-1956 | NP     | NP         | NP      |              |
| 1956-57   | 5      | 2a Reg.    | 3r      |              |
| 1957-58   | 5      | 2a Reg.    | 1r      |              |
| 1958-59   | 4      | 1a Reg.    | 8è      |              |
| 1959-60   | 4      | 1a Reg.    | 1r      |              |
| 1960-61   | 3      | 3a Divisió | 8è      |              |
| 1961-62   | 3      | 3a Divisió | 4t      |              |
| 1962-63   | 3      | 3a Divisió | 1r      |              |
| 1963-64   | 2      | 2a Divisió | 13è     | 1a ronda     |
| 1964-65   | 2      | 2a Divisió | 16è     | 1a ronda     |
| 1965-66   | 3      | 3a Divisió | 15è     |              |
| 1966-67   | 4      | 1a Reg.    | 13è     |              |